# ماجد الحيدر
ماجد الحيدر، قاص وشاعر ومترجم كردي عراقي. 1960 في بغداد. يكتب ويترجم بالعربية، والكردية، والإنكليزية.

## سيرته
درس الحيدر الطب وتخرج من كلية طب الأسنان في بغداد عام 1984 غير أن اتجاهاته الأدبية غلبت علية فاتجه إلى كتابة الشعر والقصة القصيرة والمقالة النقدية والأدب الساخر. كما عرف بترجماته لعدد من الأعمال الشعرية والقصصية العالمية نقلاً عن الإنجليزية والكردية والفارسية. أسس مع عدد من الأدباء والمثقفين ما عرف بمنتدى شهربان الثقافي الذي عمل في ظروف بالغة القسوة في ظل تصاعد العنف والإرهاب حتى غادر اواخر عام 2006 إلى دهوك في كردستان العراق حيث واصل نشاطه الأدبي والثقافي من هناك رافدا الصحافة العراقية بالكثير من الأعمال في الشعر والقصة والترجمة. 
عضو الاتحاد العام للأدباء والكتاب في العراق واتحاد الأدباء الكرد.

## أعماله
1. النهار الأخير (مجموعة شعرية) – بغداد 2000
2. في ظل ليمونة (مجموعة قصصية) - بغداد  2001
3. ماذا يأكل الأغنياء (مجموعة قصصية) - بغداد 2002
4. مزامير راكوم الدهماء وقصائد أخرى (مجموعة شعرية) – بغداد 2002
5. نشيد الحرية وقصائد أخرى لشيللي(ترجمة) -دار الشؤون الثقافية-بغداد2004
6. الإيدز بين المناعة والفيروس- دار الشؤون الثقافية-بغداد 2004
7. عبور الحاجز-قصائد من الشعر العالمي (ترجمة) – دار المأمون-بغداد 2007
8. ناجون بالمصادفة (مجموعة شعرية) – دار سبيريز-دهوك 2009
9. ضحك كالبكاء (كتابات ساخرة) – منشورات ملتقى الأهالي-بغداد-2010
10. الثلج والنار والأغنيات-مختارات من شعر مؤيد طيب (ترجمة) – دار الثقافة الكردية-بغداد 2010
11. مالاني (قصص قصيرة بالكردية) – منشورات اتحاد الأدباء الكرد-دهوك 2012
12. في الذكرى السنوية لرحيلي (قصص قصيرة) – وزارة الثقافة – بغداد- 2014
13. غلطة من هذه؟ (مجموعة شعرية) – مطبعة جامعة دهوك-دهوك 2015
14. الملاك الألثغ الصغير (قصص قصيرة)-دار أمل الجديدة-دمشق-2016
15. مختارات من شعر مؤيد طيب (ترجمة) – دار سبيريز-دهوك 2016
16. ستأخذنا الريح، مائة قصيدة وقصيدة من الشعر النسوي العالمي (ترجمة)-الهيئة السورية العامة للكتاب-دمشق-2016
17. 1The Psalms of Rakoom the Black and Other Poems-Proclaim Press-Pittsburgh-P.A.-USA-2010
18. 1Yes, It’s Me- Selected Poems-Union of Kurd Writers-Duhok-2014

علاوة على العشرات من القصائد والقصص القصيرة والمقالات والترجمات العلمية والأدبية في الصحف والمجلات العراقية والعربية :الصباح، المدى، الصباح الجديد، الاتحاد، طريق الشعب، الغد الثقافي، دجلة، الرسالة، العرب، التآخي، ألق، الثقافة الأجنبية، شهربان، البرلمان، المؤتمر، الأديب، التراث الشعبي، الأهالي، الأقلام، أشنونا، متين، آفاق سبيريز، الثقافة الجديدة، هيزل، الأمة العراقية، علوم وغيرها، بالإضافة إلى المواقع الإلكترونية المتخصصة: الكاتب العراقي، كيكا، القصة العراقية، النور، الحوار المتمدن.. وغيرها.
يميل في أغلب أشعاره إلى البساطة والوضوح والصورة الدرامية المكثفة لكنه في عدد آخر منها يلجأ إلى الرمز والبعد الفلسفي، أما في قصصه فيميل إلى المزاوجة بين التراث والمعاصرة في أعمال تحفل بالألم والسخرية المريرة. نشر العديد من المقالات الساخرة التي تتناول وضع بلاده في سلسلة أطلق عليها «ضحك كالبكاء» كما واصل إبداعاته الشعرية ناشراً العشرات من القصائد في الصحف والمواقع العراقية والعربية إضافة إلى موقعه الشخصي.

## وصلات خارجية
- * الموقع الفرعي للدكتور ماجد الحيدر في موقع الحوار المتمدن
- الموقع الشخصي لماجد الحيدر حيث يمكن تحميل العديد من مؤلفاته
- منتدى شهربان الثقافي